# نارسیسا (اکلاهما)
نارسیسا(به انگلیسی: Narcissa) شهری در ایالت اکلاهما کشور ایالات متحده آمریکا است که جمعیت آن در سرشماری سال ۲۰۱۰ میلادی، ۹۹ نفر بوده‌است.